# 斯洛博齊亞 (摩爾多瓦)
斯洛博齊亞是摩爾多瓦的城市，由德涅斯特河沿岸摩爾達維亞共和國負責管轄，位於該國東南部德涅斯特河畔，距離蒂拉斯波爾12公里，2005年人口17,780。
46°44′N 29°42′E / 46.733°N 29.700°E

## 外部連結
- （波兰語） Słobodzieja (Slobozia) in the Geographical Dictionary of the Kingdom of Poland (1889)